# Kinderbewaarplaats

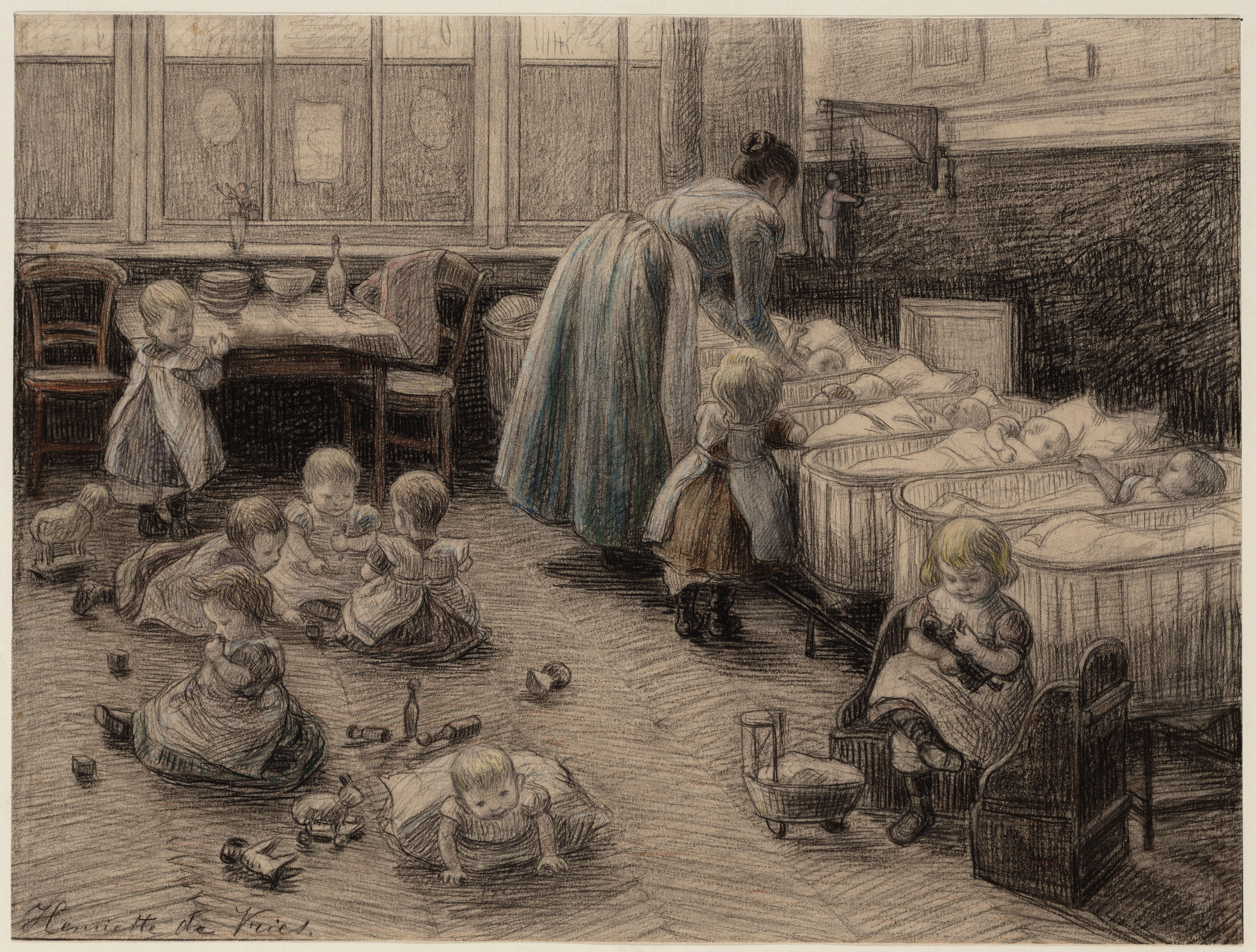
Interieur 'Femina Muller' door S.C.H. de Vries, collectie Stadsarchief Amsterdam

Een kinderbewaarplaats was een voorloper van het moderne kinderdagverblijf. 

## Geschiedenis
Halverwege de achttiende eeuw gingen kinderen van werkende moeders naar zogenaamde 'matressenschooltjes', afgeleid van het Franse woord 'maîtresse', juf. De omstandigheden in deze schooltjes waren slecht en onhygiënisch en de juffrouwen waren slecht opgeleid. De Industriële Revolutie zorgde er ondertussen voor dat steeds meer vrouwen buitenshuis moesten werken.
In de eerste helft van de negentiende eeuw kwamen er 'bewaarscholen' voor in de plaats, waar het personeel beter was opgeleid en de ruimtes al meer geschikt waren voor de opvang van kinderen. Vooralsnog zaten er doorgaans te veel kinderen samen in een ruimte en lieten ze nog veel te wensen over; de Amsterdamse gemeentearts Samuel Coronel noemde bewaarscholen 'holen van mensverdierlijking'.
Om de opvang voor kinderen te verbeteren werd in 1869 in Amsterdam de Vereeniging tot Verbetering der Kleine Kinderbewaarplaatsen opgericht. De bewaarscholen die in de eerste jaren van de Vereeniging werden opgericht waren nog niet erg verbeterd, en in 1872 besloten de mannen waaruit het bestuur bestond hun taken aan een aantal vrouwen van gegoede burgerlijke stand over te dragen, onder leiding van Femina Muller. 
Datzelfde jaar werd de eerste kinderbewaarplaatsen opgericht op Vinkenstraat 39, de Femina Muller Kleine-Kinderen Bewaarplaats. Bij deze nieuwe bewaarplaatsen werd strenger op hygiëne, lucht en ruimte gelet. Al snel volgen er meer bewaarplaatsen, ook in andere Nederlandse steden, zoals in Dordrecht in 1876.

### Ontwikkelingen in de 20e eeuw
Op een gegeven moment waren de giften van de leden niet meer genoeg om de Amsterdamse bewaarplaatsen in stand te houden en in 1914 ontving de Vereeniging voor het eerst subsidie van de gemeente Amsterdam. In 1929 ging de Vereeniging op in de Centrale Vereeniging voor kinderbewaarplaatsen in Nederland. Tijdens de crisis moesten enkele plaatsen sluiten vanwege een verminderde subsidie. Tijdens de Tweede Wereldoorlog waren de plaatsen erg populair, omdat de kinderen er goed te eten kregen.
Na de Tweede Wereldoorlog begon de invulling van de kinderbewaarplaats te veranderen; waar een bewaarplaats eerst vooral een opvangplek was, kwam er meer andacht voor opvoeding van het kind. De bewaarplaatsen werden vaker een kinderdagverblijf genoemd en de naam van de vereniging veranderde in de Amsterdamse Vereeniging van Dagverblijven voor het Gezonde Kind.
De beoogde doelgroep van de dagverblijven bestond nog tot aan medio jaren '60 vooral uit moeders die uit noodzaak wel moesten werken, maar de Algemene Bijstandswet en de Tweede feministische golf droegen bij aan een veranderende kijk op werkende moeders. Kinderdagverblijven begonnen toen minder te worden gezien als een noodzakelijk kwaad voor kwetsbare gezinnen maar meer als een nuttige instelling voor vrouwen die werk en moederschap zelf wensten te combineren.

## Organisatie van de eerste bewaarplaatsen
Het bestuur van de Vereeniging tot Verbetering van Kleine Kinderbewaarplaatsen bestond vanaf 1872 uit een aantal vrouwen uit de gegoede burgerij. Ook had de vereniging leden die door contributies bijdroegen aan de bewaarplaatsen. Ieder lid van het bestuur was verantwoordelijk voor bepaalde taken binnen de organisatie. De bewaarplaatsen hadden als personeel een inwonende directrice, een aantal betaalde helpsters en een aantal dienstboden. Vaak waren er ook stagiaires in dienst; onbetaalde krachten die bijvoorbeeld een opleiding aan de huishoudschool volgden.
De bewaarplaatsen waren in de beginjaren geopend van 7 uur 's ochtends tot 8 of 9 uur 's avonds, later waren ze korter geopend. Het tarief was in het begin 7 cent per dag, in de jaren '30 20 cent en tijdens de oorlog 35 cent. De toelatingseisen voor kinderen waren dat ze ingeënt waren tegen pokken en vrij van infecties en ongedierte moesten zijn. In de jaren '20 ontstond er een conflict binnen het bestuur over het toelaten van buitenechtelijk geboren kinderen, maar uiteindelijk werd besloten dat ook zij en hun moeders recht hadden op hulp. Dit leidde er toe dat zes bestuursleden die het hier niet mee eens waren, aftraden.